# Pieve Torina
Pieve Torina település Olaszországban, Marche régióban, Macerata megyében. Lakosainak száma 1232 fő (2023. január 1.). Pieve Torina Muccia, Serravalle di Chienti, Visso, Monte Cavallo, Valfornace és Ussita községekkel határos.

## Népesség
A település lakossága az elmúlt években az alábbi módon változott:
| Lakosok száma | 1439 | 1389 | 1232 |
|               | 2017 | 2018 | 2023 |